# 박재섭
박재섭(1996년 3월 16일 ~ )는 대한민국의 축구 선수로, 포지션은 수비수이다.